# Cantone di Cahors-3
Il Cantone di Cahors-3 è una divisione amministrativa dell'Arrondissement di Cahors.
È stato costituito a seguito della riforma approvata con decreto del 13 febbraio 2014, che ha avuto attuazione dopo le elezioni dipartimentali del 2015.

## Composizione
Comprende parte della città di Cahors e i 5 comuni di:
- Cieurac
- Flaujac-Poujols
- Labastide-Marnhac
- Le Montat
- Trespoux-Rassiels